# GQ

《GQ》(한국어: 지큐, gentlemen's quarterly)는 미국의 월간 남성 잡지로, 남성의 패션, 스타일, 문화를 다룬다. 음식과 영화, 건강, 성, 음악, 여행, 운동, 기술, 스타, 서적에 대한 기사를 제공한다. 1957년 미국에서 창간된 이래 영국, 독일, 일본 등 19국에서 출간중인 남성 라이프 스타일 잡지이다.
GQ KOREA는 2001년에 창간됐다. 발행부수는 2012년 12월 기준으로 미국에서 947,511부. 한국에선 보그나 맥심 등과 싸잡혀서 그냥 보잘것 없는 패션, 문화 남성지로 보지만 의외로 시사적인 문제를 다루는 편이다.